# Slag bij Bennington

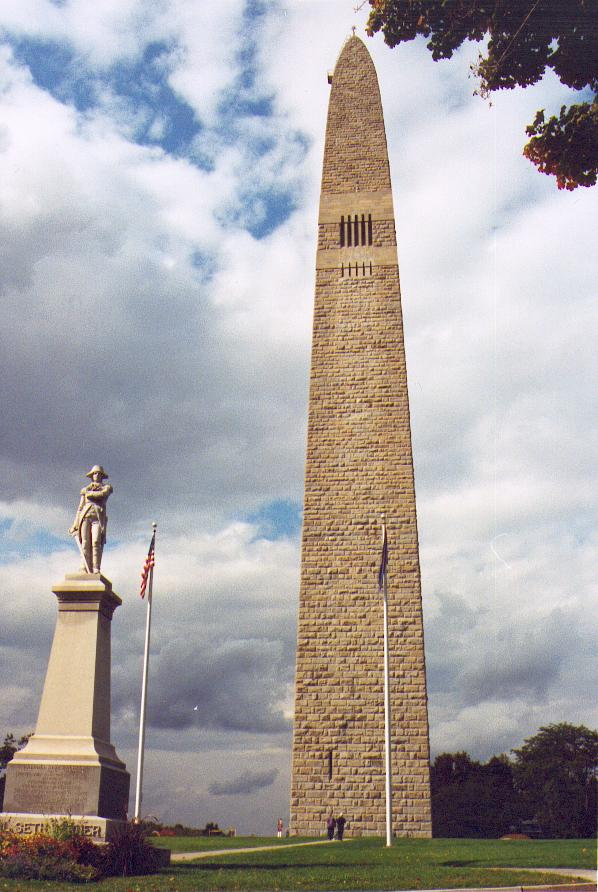
Monument voor de veldslag in Bennington

De Slag bij Bennington vond plaats op 16 augustus 1777 tijdens de Amerikaanse Onafhankelijkheidsoorlog in Walloomsac, op ongeveer 16 kilometer afstand van de stad Bennington, in het huidige Vermont. Het was een treffen tussen de Amerikaanse troepen van generaal John Stark (2000 man) en kolonel Seth Warner (350 man) enerzijds en de Britse en Duitse troepen van de luitenant-kolonels Heinrich von Breymann (550-650 man) en Friedrich Baum (800 man). Tot dan was de militaire campagne van de Britse generaal John Burgoyne goed verlopen en had hij verschillende versterkte plaatsen in de regio in handen gekregen. De Britse troepen waren echter verzwakt en hadden vooral gebrek aan paarden.
Een expeditie onder leiding van luitenant-kolonel Baum had de opdracht de troepen te gaan bevoorraden. Kort na zijn vertrek nabij de stad Bennington kruisten de troepen van Baum een Amerikaanse militie onder leiding van generaal Stark en een slag werd onvermijdbaar. De militie van Stark die bestond uit 2350 soldaten en ruiters bestookte de troepen van Baum die toen ongeveer 800 man telde. Baum rekende op versterking maar de versterkingstroepen van Von Breymann kwamen te laat aan en de troepen van Baum leden de nederlaag. Het werd de eerste echte nederlaag van de militaire campagne van John Burgoyne.